# Alcool

Grupa funcțională hidroxil (-OH) legată de restul de hidrocarbură; unghiul reprezentat este unghiul dintre legături.

În chimia organică, un alcool este un compus organic hidroxilic, care conține o grupă funcțională hidroxil (-OH), aceasta fiind legată de un atom de carbon saturat, în starea de hibridizare sp3. Grupa hidroxil poate fi legată de o catenă a unui alcan (catenă saturată), din partea saturată a catenei unei alchene, sau de catena laterală a unei hidrocarburi aromatice. Formula generală pentru un alcool simplu, aciclic, este CnH2n+1OH.
În limbajul curent, termenul de alcool se referă aproape întotdeauna la etanol, cunoscut și ca alcool de cereale, și deseori la orice băutură care conține etanol (vezi băutură alcoolică). Acest sens stă la baza termenului de alcoolism (dependență de alcool). Reținerea de a nu consuma alcool se numește abstinență, iar legea din SUA din anii 1900 de interzicere a consumului de alcool se numea prohibiție. Ca medicament, etanolul este cunoscut ca având un efect depresiv, care scade acuitatea reflexelor sistemului nervos central. Alte forme de alcool sunt de obicei denumite cu un adjectiv de rigoare, precum alcool izopropilic sau prin sufixul -ol, ca în izopropanol.
Cuvântul datează din secolul XVI, când a fost folosit pentru se denumi orice substanță la care se ajungea prin sublimare. Acesta derivă din termenul latin medieval alcool ("pudră de stibiu"), originar din arabă al-kuḥūl (كحول), care este de asemenea sursa termenului kohl și legat de rădăcina k-ḥ-l, atestată în cuvântul arab pentru machiaj.

## Structură
Grupa funcțională a unui alcool este grupa hidroxil legată de un atom de carbon hibridizat sp3. Astfel se poate spune că alcoolii sunt derivați ai apei, cu o grupare alchil înlocuind un hidrogen. Dacă o grupare aril este prezentă în locul uneia alchil, compusul se numește fenol. De asemenea, dacă grupa hidroxil este legată de un carbon hibridizat sp2 dintr-o grupă alchenil, compusul se numește enol. Oxigenul dintr-un alcool face un unghi de aproximativ 109° (c.f. 104,5° în apă) și două perechi de electroni libere. Legătura O-H din metanol (CH3OH) are o lungime de aproximativ 96 picometri.

### Alcooli primari, secundari și terțiari
Există trei mari categorii de alcooli- 'primari' (1°), 'secundari' (2°) și 'terțiari' (3°), bazate pe numărul de atomi de carbon de care este legat carbonul C-OH (evidențiat cu roșu). Metanolul este singurul alcool "nular", cel mai simplu alcool primar fiind Etanolul. Cel mai simplu alcool secundar este izopropanol (propan-2-ol) și cel mai simplu alcool terțiar este terț-butanol (2-metilpropan-2-ol).

### Alcooli saturați, nesaturați și aromatici
După natura radicalilor de care se leagă grupa funcțională hidroxil, alcooli pot fi saturați (proveniți de la alcani), nesaturați (proveniți de la alchene sau alchine) sau aromatici (proveniți de la arene).
| Alcool normal butilic | Alcool alilic | Alcool benzilic |
| Alcool normal butilic | Alcool alilic | Alcool benzilic |

### Monoalcooli și polialcooli
Alcoolii se mai pot clasifica și după numărul de grupe hidroxil conținute în moleculă. Astfel, există monoalcooli, cu o singură grupă hidroxil (toți cei prezentați mai sus sunt monoalcooli), și polialcooli, cu mai mult de o grupă hidroxil.
| (1,2 dihidroxoetan)          | 1,2,3 Propantriol |
| Etandiol (1,2 dihidroxoetan) | 1,2,3 Propantriol |

### Metanol și etanol
Cei mai simpli și cei mai folosiți alcooli sunt metanolul și etanolul (numele comune sunt alcool metilic și alcool etilic), care au structurile de mai sus.
Metanolul se obținea în trecut prin distilarea lemnului, de aceea se numea „alcool de lemn". În prezent, este o substanță chimică la îndemâna oricui, care se produce prin reacția la presiune a monoxidului de carbon cu hidrogenul. În limbajul colocvial, termenul de „alcool" denumește deseori etanolul sau „alcool de cereale". Spirtul metilat, numit și "spirt medicinal", este o formă de etanol devenit necomestibil prin adăugarea de metanol și coloranți de regulă albastru de metil. Pe lângă utilizarea principală în băuturile alcoolice, etanolul este folosit (deși foarte bine controlat) drept solvent industrial și materie primă.

## Utilizări
Alcoolii sunt folosiți la scară largă în industrie și știință, drept reactanți, solvenți combustibili. Etanolul și metanolul pot arde creând mai puține substanțe nocive decât benzina sau motorina. Datorită toxicității scăzute și capacității de a dizolva substanțe nepolare, etanolul este folosit deseori ca solvent în medicamente, parfumuri și esențe vegetale, precum vanilia. În sinteza organică, alcoolii apar deseori ca intermediari adaptabili.
Etanolul este, de asemenea, folosit frecvent în băuturi după fermentație pentru a evidenția aromele sau pentru a induce intoxicarea euforică numită "beție". Utilizarea etanolului pentru acest scop este interzisă în unele jurisdicții. În asemenea cazuri de consum, alcoolul este un drog psihoactiv, cu un potențial imediat de supradoză, otrăvire și dependență fiziologică (știută ca alcoolism). Alcoolismul a devenit una dintre cele mai comune cauze de dependență (poate după cofeină) din lume. Dependența fiziologică cauzată de alcoolism înseamnă că persoana dependentă trece prin sevraj (sub forma unei dureri de cap cunoscută ca "mahmureală," unei anxietăți crescute, știută ca "friguri" și oboseală sau probleme cu somnul) la încetarea sau descreșterea folosirii.

## Nomenclatură

### Nume sistematice
În sistemul IUPAC, numele alcanului primește ca sufix "ol", ca, de exemplu, "metanol" și "etanol". Când este necesar, poziția grupei hidroxil este indicată prin plasarea unui număr între numele catenei și sufixul "ol": propan-1-ol pentru CH3CH2CH2OH, propan-2-ol pentru CH3CH(OH)CH3. Uneori, numărul de poziție este scris în fața denumirii: 1-propanol și 2-propanol. Dacă este prezent un grup de prioritate mai mare (precum o aldehidă, cetonă sau acid carboxilic), atunci este necesar să se specifice și poziția acestora. De exemplu, 1-hidroxi-2-propanonă pentru CH3COCH2OH.
Iată câteva exemple de alcooli simpli cu modele de denumire:
| CH3–CH2–CH2–OH                               |                                               |                     |                                                               |                                                              |
|                                              |                                               |                     |                                                               |                                                              |
| n-propyl alcohol, propan-1-ol, or 1-propanol | isopropyl alcohol, propan-2-ol, or 2-propanol | cyclohexanol        | isobutyl alcohol, 2-methylpropan-1-ol, or 2-methyl-1-propanol | tert-amyl alcohol, 2-methylbutan-2-ol, or 2-methyl-2-butanol |
| A primary alcohol                            | A secondary alcohol                           | A secondary alcohol | A primary alcohol                                             | A tertiary alcohol                                           |

Numele comune ale alcoolilor apar de obicei prin preluarea numelui radicalului alchil de bază și adăugarea cuvântului „alcool", de exemplu metil alcohol, etil alcool sau terț-butil alcool. Propil alcoolul poate fi n-propil alcool sau isopropil alcool, depinzând de poziția la care este legat hidroxilul, respectiv carbonul 1 sau carbonul 2. Isopropil alcoolul este numit ocazional și sec-propil alcool.
După cum s-a menționat mai sus, alcoolii sunt clasificați ca fiind primari (1°), secundari (2°) sau terțiari (3°), iar numele comune arată acest lucru prin prefixul radicalului alchil. De exemplu, (CH3)3COH este un alcool terțiar și este numit comun terț-butil alcool. Acesta s-ar numi 2-metilpropan-2-ol conform regulilor UICPA, indicând un lanț de propan ce are grupele metil și hidroxil legate de carbonul din mijloc (al doilea).
Un alcool cu două grupări hidroxil este în general numit "glicol", de exemplu HO-CH2-CH2-OH este etilen glicol. Numele UICPA este etan-1,2-diol, "diol" indicând cele două grupe hidroxil, iar 1,2 indicând pozițiile la care sunt legate ele. Glicolii geminali (care au hidroxilii legați la un același atom de carbon), precum etan-1,1-diol, sunt de obicei instabili. Pentru trei sau patru grupe, se folosesc sufixele "triol" și "tetraol".

### Etimologie
Cuvântul „alcool" provine aproape sigur din limba arabă (prefixul „al-" fiind articolul hotărât arabic); în orice caz, originea precisă este nesigură. A fost introdus în Europa, împreună cu arta distilării și cu substanța însăși, în aproximativ secolul XII de către diferiți autori europeni care traduceau și popularizau descoperirile alchimiștilor islamici.
O teorie populară, găsită în multe dicționare, este că provine din الكحل = ALKHL = al-kuhul, la început acesta fiind numele unei pudre foarte fine de sulfură de stibiu Sb2S3 folosită ca antiseptic și machiaj pentru ochi. Pudra este preparată prin sublimarea unui mineral natural, stibnit, într-un vas închis. Conform acestei teorii, înțelesul cuvântului alkuhul ar fi fost extins mai întâi pentru substanțele distilate în general, iar apoi restrâns doar pentru etanol. Această etimologie circulă în Anglia cel puțin din 1672 (DEO).
Oricum, această derivare nu este întru totul acceptată, deoarece cuvântul arabic curent pentru alcool, الكحول = ALKHWL = al???, nu derivă din al-kuhul. Coranul, în versetele 37:47, folosește cuvântul الغول = ALGhWL = al-ghawl — însemnând "spirit" ("ființă spirituală") sau "demon" — cu sensul de "lucrul care dă vinului tăria". Cuvântul al-ghawl a dus la apariția cuvântului englez "ghoul" (creatură imaginară care mănâncă persoane moarte; vampir), și numele stelei Algol.
Conform unei a doua teorii, etimologia populară și scrierea cuvântului „alcool" nu ar fi apărut datorită generalizării cuvântului ALKHL, ci confuziei alchimiștilor și autorilor occidentali a cuvintelor ALKHL și ALGhWL, care au fost într-adevăr traduse în multe feluri greșit.

## Proprietăți fizice și chimice
Gruparea hidroxil face ca, în general, alcoolul să fie moleculă polară. Acele grupări pot forma legături de hidrogen una cu alta și cu alți compuși. La alcooli există două posibilități de dizolvare: tendința grupei polare -OH de a îl face solubil în apă și cea a catenei laterale de a i se opune. De aceea, metanolul, etanolul și propanolul sunt solubile în apă deoarece influența grupării hidroxil este mai puternică decât cea a catenei. Butanolul, cu patru carboni în catenă, este moderat solubil datorită echilibrului dintre cele două tendințe. Alcoolii monohidroxilici cu cinci sau mai mulți carboni (pentanol sau mai mari) sunt insolubili în apă datorită dominării catenei laterale.
Datorită legăturii de hidrogen, alcoolii tind să aibă puncte de fierbere mai ridicate față de hidrocarburi și eteri. Toți alcoolii simpli sunt solubili în solvenți organici. Legăturile de hidrogen arată că alcoolii pot fi folosiți ca solvenți protici.
Orbitalul dielectronic al oxigenului hidroxilului formează alcoolii nucleofili.
Alcoolii, ca și apa, pot avea fie proprietăți acide, fie bazice la gruparea O-H. Cu un pKa de în jur de 16-19, sunt ușor mai puțin acizi decât apa, dar sunt capabili să reacționeze cu baze puternice precum hidrură de sodiu sau cu metale reactive precum sodiul. Sărurile care rezultă se numesc alcoxizi, având formula generală RO- M+.
Alcoolii legați de nuclee benzenice au o aciditate mai scăzută (un pKa în jur de 10). Grupările care iau electroni participă la creșterea acidității alcoolilor. De exemplu, para-nitro fenolul are un pKa de 7,15.
Oxigenul are un orbital dielectronic pe ultimul strat, ceea ce face alcoolul slab bazic în prezența unor acizi tari, precum acidul sulfuric. De exemplu, cu metanol:
Alcoolii pot fi de asemenea supuși oxidării pentru a forma aldehide, cetone sau acizi organici, sau pot fi deshidratați pentru a forma alchene. Pot reacționa pentru formarea deesteri și pot fi supuși (dacă sunt mai întâi activați) reacțiilor de substituție nucleofilă. Pentru mai multe detalii, vezi secțiunea #Reacții ale alcoolilor.

## Toxicitate
Etanolul a fost consumat de oameni încă din preistorie sub forma băuturilor alcoolice, pentru o varietate de motive: igienice, alimentare, medicinale, religioase, distractive. Deși consumul rar de etanol în cantități mici nu are efecte negative, ci dimpotrivă, dozele mai mari duc la starea numită "ebrietate" sau intoxicare și, depinzând de doză și de regularitatea consumului, poate cauza probleme respiratorii acute sau decesul, iar ingestia cronică are repercusiuni medicale grave.
Alți alcooli sunt mult mai otrăvitori decât etanolul, în mare parte pentru că durează mai mult până să fie metabolizați, iar nu de puține ori metabolismul lor duce la apariția unor substanțe mai toxice. Metanolul, sau alcoolul de lemn, de exemplu, este oxidat de enzime în ficat și duce la crearea formaldehidei, care poate cauza orbirea sau moartea.
Un tratament eficient pentru prevenirea toxicității cu formaldehidă după ingestia de metanol este administrarea de etanol. Aceasta va preveni transformarea metanolului în formaldehidă, iar formaldehida existentă va fi convertită în acid formic și eliminată prin excreție înainte de a provoca vreun rău.

## Prepararea alcoolilor

### Laborator
Există mai multe metode pentru prepararea alcoolilor în laborator.
- Compușii halogenați alifatici reacționează cu hidroxidul de sodiu sau hidroxid de potasiu, obținându-se astfel alcooli
- Aldehideele sau cetonele sunt reduse cu borohidrură de sodiu sau hidroborat de litiu la alcooli.
- Alchenele adiționează apa, într-un mediu acid, folosind drept catalizator acid sulfuric concentrat.

Formarea unui alcool secundar prin reducere și hidratare:

### Industrie
Industrial, alcoolii se obțin în mai multe feluri.
- prin fermentație folosind glucoză produsă de zahăr, obținând hidroliza amidonului, în prezența drojdiei și a unei temperaturi de sub 37 °C pentru producerea etanolului.
- Prin hidratare directă: folosind etenă sau alte alchene, cu un catalizator de acid fosforic, la temperatură și presiune mari.
- Metanolul este produs din vapori de apă: este creat din gaz sintetizat, unde monoxidul de carbon și doi echivalenți ai hidrogenului sunt combinați pentru producerea metanolului, folosind drept catalizatori cupru, oxid de zinc și oxid de aluminiu la 250 °C și o presiune de 50-100 atm.

## Reacții ale alcoolilor

### Deprotonare
Alcoolii se pot comporta ca acizi slabi, supuși deprotonării. Reacția de cedare a protonilor pentru a produce o sare alcoxidică este făcută fie cu o bază tare, precum hidrură de sodiu sau n-butillitiu, fie cu sodiu sau potasiu.
2 R-OH + 2 NaH → 2 R-O-Na+ + H2↑
2 R-OH + 2Na → 2R-O−Na+
ex. 2 CH3CH2-OH + 2 Na → 2 CH3-CH2-O−Na+
Apa este similară în pKa cu mulți alcooli, deci cu hidroxid de sodiu apare un echilibru de obicei deplasat spre stânga:
R-OH + NaOH {\displaystyle \Leftrightarrow } R-O-Na+ + H2O (echilibru la stânga)
Totuși, trebuie observat că bazele folosite la deprotonarea alcoolilor sunt tari. Bazele folosite și alcoxizii obținuți sunt reactanți chimici foarte sensibili la umezeală.

### Substituție nucleofilă
Gruparea OH nu este o grupă care se desprinde ușor în reacțiile de substituție nucleofilă, așa că alcooli neutri nu iau parte la aceste reacții. Totuși, dacă oxigenul este întâi protonat pentru a forma R−OH2+, gruparea care pleacă (apă) este mult mai stabilă, iar substituția poate avea loc. De exemplu, alcoolii terțiari reacționează cu acidul clorhidric pentru a produce halogenuri alchilice terțiare, unde gruparea hidroxil este înlocuită de un atom de clor. Dacă se dorește ca un alcool primar sau secundar să reacționeze cu acidul clorhidric, este nevoie de un activator precum clorura de zinc. Alternativ, conversia poate fi făcută folosind clorură de tionil.
Alcoolii pot de asemenea fi convertiți în bromuri alchilice folosind acid hidrobromic sau tribromură de fosfor, de exemplu:
3 R-OH + PBr3 → 3 RBr + H3PO3
În dezoxigenarea Barton-McCombie, un alcool este dezoxigenat într-un alcan cu complex hibrid tributiltină sau trimetimboran într-o reacție de substituție a radicalului.

### Deshidratare
Alcoolii sunt substanțe nucleofile, deci R−OH2+ poate reacționa cu ROH pentru a produce eteri și apă într-o reacție de deshidratare, deși aceasta este rareori folosită, cu excepția fabricării dietil eterului.
Mai folositoare este reacția de eliminare a alcoolilor pentru a produce alchene. Reacția urmează regula lui Zaițev, care spune că cea mai stabil alchenă se formează. Alcooli terțiari se transformă ușor la temperatura camerei, dar cei primari au nevoie de temperaturi mai ridicate.
Aceasta este o diagramă a deshidratării acide a etanolului pentru a produce etenă:

### Esterificare
Pentru a forma esteri dintr-un alcool și un acid carboxilic, reacția, numită esterificare Fischer, este de obicei realizată cu ajutorul unui catalizator de acid sulfuric concentrat:
R-OH + R'-COOH {\displaystyle \Leftrightarrow } R'-COOR + H2O
Pentru ca echilibrul să fie deplasat la dreapta și să se obțină un randament mare de transformare în ester, apa este eliminată, fie printr-un exces de H2SO4, fie prin folosirea aparatului Dean-Stark. Esterii mai pot fi obținuți și prin reacția unui alcool cu o clorură acidă în prezența unei baze precum piridină.
Alte tipuri de esteri sunt preparați similar - de exemplu, esterii tosil (tosilați) sunt obținuți prin reacția unui alcool cu clorură de p-toluensulfonil în piridină.

### Oxidare
Alcoolii primari se transformă de obicei în aldehide sau acizi carboxilici prin oxidare organică, pe când alcoolii secundari se transformă în cetone. În mod tradițional, se folosesc oxidanți puternici, precum ionul dicromat sau permanganatul de potasiu în mediu acid, de exemplu:
3 CH3-CH(-OH)-CH3 + K2Cr2O7 + 4 H2SO4 → 3 CH3-C(=O)-CH3 + Cr2(SO4)3 + K2SO4 + 7 H2O
De multe ori în prepararea aldehidelor acești reactanți reprezintă o problemă, deoarece supra-oxidează acidul carboxilic. Pentru ca aceasta să se evite, alți reactanți sunt preferați, cum ar fi clorocromat de piridiniu, periodinan Dess-Martin, acid 2-iodoxibenzoic sau metode precum oxidarea Swern.
Alcoolii terțiari rezistă oxidării, dar pot fi oxidați de reactanți precum 2,3-dicloro-5,6-diciano-1,4-benzoquinonă.